# Minden, mindenhol, mindenkor
A Minden, mindenhol, mindenkor (eredeti cím: Everything Everywhere All at Once) 2022-ben bemutatott amerikai sci-fi-kalandfilm-akcióvígjáték, melynek rendezője és forgatókönyvírója Dan Kwan és Daniel Scheinert. A főbb szerepben Michelle Yeoh, Stephanie Hsu, Ke Huy Quan, Jenny Slate, Harry Shum Jr., James Hong és Jamie Lee Curtis látható.
Világpremierje 2022. március 11-én volt a South by Southwest fesztiválon. Az Egyesült Államokban 2022. március 25-én mutatták be a mozik, korlátozott számban. Április 8-án az A24 széles körben is bemutatta. A kritikusoktól pozitív visszajelzéseket kapott.
Az alkotás 11 Oscar-jelölést kapott, melyből hetet nyert meg, többek között Michelle Yeoh elvihette a legjobb színésznőnek járó díjat, második nem fehér bőrű művésznőként a díjátadó történetében. Ezen kívül legjobb film, legjobb rendezés (Dan Kwan és Daniel Scheinert), legjobb férfi mellékszereplő (Ke Huy Quan), legjobb női mellékszereplő (Jamie Lee Curtis), legjobb eredeti forgatókönyv (Dan Kwan és Daniel Scheinert) és legjobb vágás (Paul Rogers) kategóriákban is Oscart kapott.

## Cselekmény
Evelyn Wang egy mosodát üzemeltető átlagos, középkorú, ázsiai nő Amerikában, akinek az adóbevallása volt a legnagyobb gondja, amíg egy nap feje tetejére nem áll az élete: kiderül, hogy képes a párhuzamos univerzumokban élő alteregói képességeivel és emlékeivel rendelkezni. Mindez azért lényeges, mert egy új fenyegetés veszélyezteti a multiverzum létét, amit csak neki van esélye megállítani.

## Szereplők
| Szerep                 | Színész          | Magyar hang     |
| ---------------------- | ---------------- | --------------- |
| Evelyn Wang            | Michelle Yeoh    | Bertalan Ágnes  |
| Deirdre Beaubeirdre    | Jamie Lee Curtis | Kovács Nóra     |
| Joy Wang / Jobu Tupaki | Stephanie Hsu    | Laudon Andrea   |
| Waymond Wang           | Ke Huy Quan      | Kerekes József  |
| Gong Gong              | James Hong       | Forgács Gábor   |
| Becky Sregor           | Tallie Medel     | Sodró Eliza     |
| Big Nose               | Jenny Slate      | Kis-Kovács Luca |

## A film készítése
A forgatás előtti időszakban Jackie Chant fontolgatták a főszerepre, a forgatókönyvet eredetileg neki írták. Dan Kwan és Daniel Scheinert meggondolták magukat és a főszerepet egy nőre cserélték, mivel úgy érezték, így a férj-feleség dinamika jobban átélhetővé válik a történetben. A kezdetekkor a rendezők úgy gondolták, hogy a főszereplőnek diagnosztizálatlan figyelemhiányos hiperaktivitás-zavara (ADHD) van; a projekthez végzett kutatásai során Kwan megtudta, hogy ő maga is diagnosztizálatlan ADHD-val küzd. 2018 augusztusában jelentették be, hogy Michelle Yeoh és Awkwafina szerepet kaptak a Kwan és Scheinert által készített "interdimenzionális akciófilmben", amelynek producerei Anthony és Joe Russo lettek.
Awkwafina 2020 januárjában távozott a projektből ütemezési konfliktusok miatt. Stephanie Hsu, James Hong, Ke Huy Quan és Jamie Lee Curtis is csatlakozott a stábhoz, Hsu Awkwafina helyét vette át. A forgatás 2020 januárjában kezdődött, a film forgalmazási jogait pedig az A24 szerezte meg.
A film társírója-rendezője, Daniel Scheinert is feltűnik egy kis szerepben, mint az adóhivatal BDSM kedvelő vezetője, akinek az irodájában a titkos szoba is van.
A Son Lux együttes szerezte a filmzenét. A 49 számot tartalmazó filmzenealbum 2022. április 8-án jelent meg, és többek között Mitski, David Byrne, André 3000, Randy Newman, Moses Sumney és yMusic működött közre rajta.

## Megjelenés
A Minden, mindenhol, mindenkor világpremierje a South by Southwest filmfesztiválon volt 2022. március 11-én. A film 2022. március 25-én került korlátozott számban a mozikba, majd április 8-án jelent meg az Egyesült Államokban az A24 forgalmazásában. A magyar sajtópremier 2022. április 7-én volt, a nyilvános premier pedig április 21-én.